# Dean Corll
Dean Corll (ur. 24 grudnia 1939 r. w Fort Wayne  – zm. 8 sierpnia 1973 r. w Pasadenie) – amerykański seryjny morderca, który z dwoma młodszymi wspólnikami, Davidem Brooksem i Elmerem Wayne’em Henleyem był zaangażowany w serię morderstw w Houston, w Teksasie. Sądzi się, że trio to było odpowiedzialne za śmierć co najmniej 29 młodych mężczyzn i chłopców. Zbrodnie te wyszły na jaw, po tym gdy Corll został zastrzelony przez Henleya.
Wszystkie ofiary Corlla to młodzi mężczyźni w wieku 13–20 lat. Corll ze wspólnikami poszukiwał ofiar w ubogich dzielnicach Houston. Pierwszą potwierdzoną ofiarą morderców był Jeffrey Konen, który zginął 25 września 1970 roku. Po zabójstwie Corlla, Henley i Brooks opowiedzieli o wszystkich zbrodniach policji i ujawnili miejsce ukrycia zwłok wszystkich ofiar. 17 ciał znaleziono na terenie posesji wynajmowanej przez Corlla, a pozostałe w kilku innych miejscach. Większość ofiar została zastrzelona lub uduszona, ale wszystkim obcięto genitalia.

## Ofiary
| Lp. | Ofiara              | Wiek | Data                |
| --- | ------------------- | ---- | ------------------- |
| 1.  | Jeffrey Konen       | 18   | 25 września 1970    |
| 2.  | James Glass         | 14   | 13 grudnia 1970     |
| 3.  | Danny Yates         | 14   | 13 grudnia 1970     |
| 4.  | Donald Waldrop      | 15   | 30 stycznia 1971    |
| 5.  | Jerry Waldrop       | 13   | 30 stycznia 1971    |
| 6.  | Randell Harvey      | 15   | 9 marca 1971        |
| 7.  | David Hilligiest    | 13   | 29 maja 1971        |
| 8.  | Gregory Winkle      | 16   | 29 maja 1971        |
| 9.  | Donald Falcon       | 17   | 1 lipca 1971        |
| 10. | Ruben Haney         | 17   | 17 sierpnia 1971    |
| 11. | Willard Branch      | 17   | 9 lutego 1972       |
| 12. | Frank Aguirre       | 18   | 24 marca 1972       |
| 13. | Mark Scott          | 17   | 20 kwietnia 1972    |
| 14. | Johnny Delome       | 16   | 21 maja 1972        |
| 15. | William Baulch      | 17   | 21 maja 1972        |
| 16. | Steven Sickman      | 17   | 19 lipca 1972       |
| 17. | Roy Bunton          | 19   | 21 sierpnia 1972    |
| 18. | Wally Jay Simoneaux | 14   | 2 października 1972 |
| 19. | Richard Hembree     | 13   | 2 października 1972 |
| 20. | Richard Kepner      | 19   | 15 listopada 1972   |
| 21. | Joseph Lyles        | 17   | 1 lutego 1973       |
| 22. | William Lawrence    | 15   | 4 czerwca 1973      |
| 23. | Raymond Blackburn   | 20   | 15 czerwca 1973     |
| 24. | Homer Garcia        | 15   | 7 lipca 1973        |
| 25. | John Sellars        | 17   | 12 lipca 1973       |
| 26. | Michael Baulch      | 15   | 19 lipca 1973       |
| 27. | Marty Jones         | 18   | 25 lipca 1973       |
| 28. | Charles Cobble      | 17   | 25 lipca 1973       |
| 29. | James Dreymala      | 13   | 3 sierpnia 1973     |